# Szymon Giżyński
Szymon Stanisław Giżyński (ur. 8 marca 1956 w Częstochowie) – polski polityk, w latach 1997–1998 wojewoda częstochowski, poseł na Sejm IV, V, VI, VII, VIII, IX i X kadencji (od 2001), w latach 2018–2021 sekretarz stanu w Ministerstwie Rolnictwa i Rozwoju Wsi, w latach 2021–2023 sekretarz stanu w Ministerstwie Kultury i Dziedzictwa Narodowego.

## Życiorys
Ukończył studia z zakresu filologii polskiej na Wydziale Filologicznym Uniwersytetu Śląskiego w Katowicach. Do grudnia 1981 działał w Stowarzyszeniu „Pax”. W latach 80 był m.in. przedstawicielem handlowym tzw. firm polonijnych. Po 1990 należał do Porozumienia Centrum, Ruchu dla Rzeczypospolitej, RS AWS, w 2001 przystąpił do Prawa i Sprawiedliwości.
Był ostatnim wojewodą częstochowskim w latach 1997–1998. W latach 90. był głównym udziałowcem i redaktorem naczelnym tygodnika „Gazeta Częstochowska”. Po objęciu funkcji wojewody swoje udziały oraz stanowisko przekazał żonie Urszuli. Od 2000 do 2001 kierował śląskim oddziałem Agencji Restrukturyzacji i Modernizacji Rolnictwa. W 2006 startował na urząd prezydenta Częstochowy, uzyskując czwarty wynik (12,56% poparcia).
W 2001 i 2005 uzyskiwał mandat posła z listy PiS w okręgu częstochowskim. W wyborach parlamentarnych w 2007 po raz trzeci został posłem, otrzymując 28 531 głosów.
W 2011 kandydował w wyborach parlamentarnych z 2. miejsca na liście komitetu wyborczego Prawa i Sprawiedliwości w okręgu wyborczym nr 28 w Częstochowie i po raz kolejny uzyskał mandat poselski. Oddano na niego 9146 głosów (4,07% głosów oddanych w okręgu). W 2015 z powodzeniem ubiegał się o poselską reelekcję na kolejną kadencję (dostał 24 802 głosy).
W lipcu 2018 został powołany na stanowisko sekretarza stanu w Ministerstwie Rolnictwa i Rozwoju Wsi. W wyborach w 2019 został wybrany do Sejmu IX kadencji, poparło go wówczas 42 325 osób. W grudniu 2021 w administracji rządowej przeszedł na funkcję sekretarza stanu w Ministerstwie Kultury i Dziedzictwa Narodowego. W wyborach w 2023 utrzymał mandat poselski na kolejną kadencję, zdobywając 14 148 głosów. W grudniu tego samego roku zakończył pełnienie funkcji wiceministra.